# Śliwowica łącka

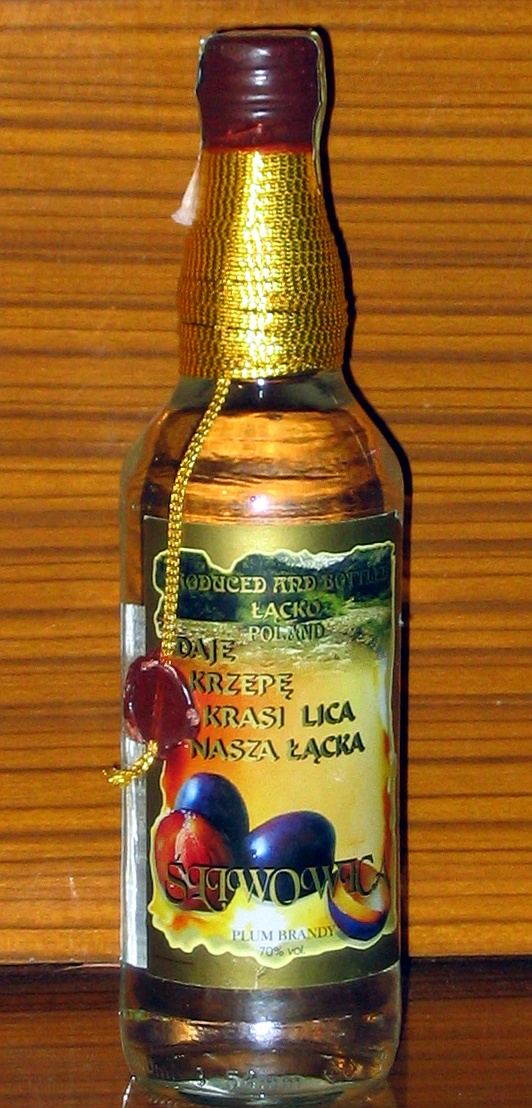
Butelka Śliwowicy Łąckiej

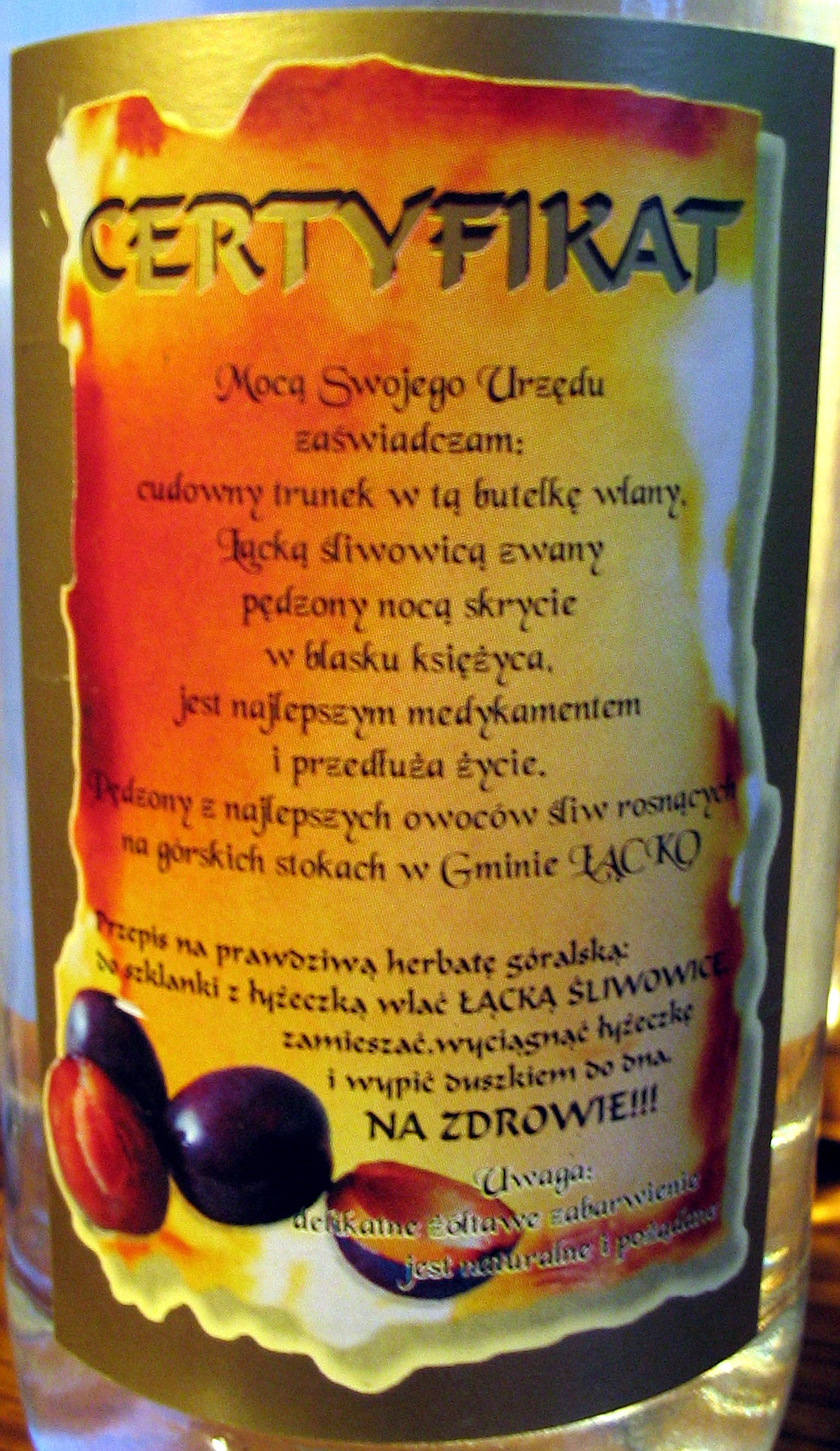
Żartobliwy „certyfikat” na butelce Śliwowicy

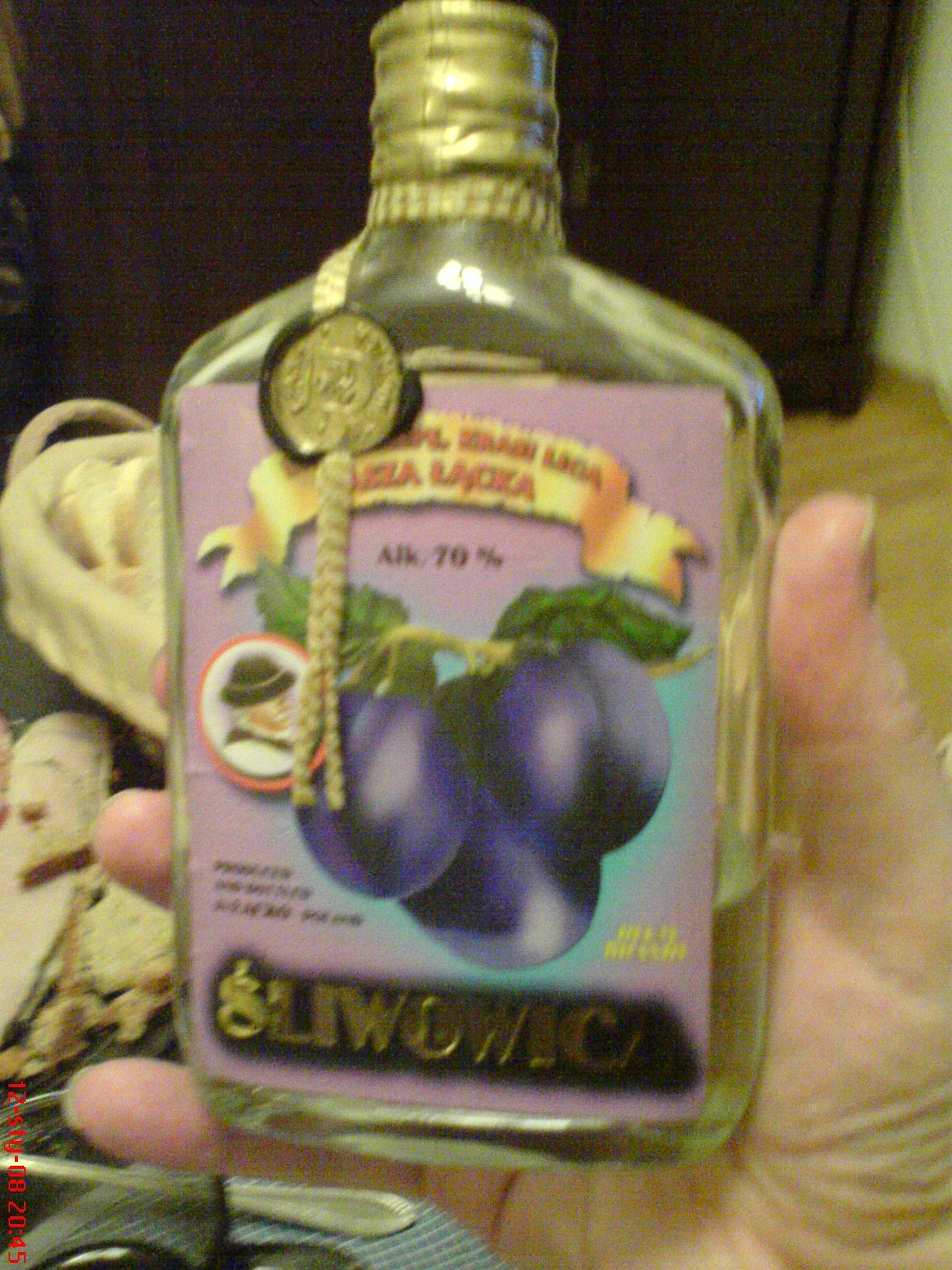

Śliwowica łącka – rodzaj śliwowicy produkowanej i rozprowadzanej (co do zasady) poza legalnym rynkiem, mocny napój alkoholowy (od 70%) wytwarzany w sposób tradycyjny ze śliwek, przede wszystkim z odmiany Węgierka Zwykła. Ma charakterystyczny żółtawy kolor oraz zapach śliwek. Napój ten jest produkowany w gminie Łącko, znajdującej się na pograniczu Beskidu Sądeckiego, Wyspowego i Gorców.
Na butelkach śliwowicy widnieje hasło: „Daje krzepę, krasi lica nasza łącka śliwowica”.
Z uwagi na to, że jest to produkt nielegalny, nie ma możliwości rejestracji śliwowicy łąckiej jako produktu regionalnego.

## Znak towarowy
W roku 2011 Wspólny Znak Towarowy Gwarancyjny Śliwowica Łącka został zastrzeżony w Urzędzie Patentowym RP przez Stowarzyszenie Łącka Droga Owocowa i Urząd Gminy Łącko. Mogą go używać rolnicy i przedsiębiorcy produkujący i rozlewający śliwowice na terenie gminy Łącko za zgodą specjalnej kapituły.
Napój ten nie ma krajowego znaku akcyzy. Główne ośrodki produkcji łąckiej śliwowicy znajdują się w miejscowościach: Wola Kosnowa, Wola Piskulina, Maszkowice, Łącko, Czarny Potok, Kicznia, Czerniec, Kadcza, Zagorzyn.
Śliwowica łącka została uznana w 1992 przez urząd konserwatora zabytków w Nowym Sączu za niematerialne dobro kultury narodowej. W dniu 10 października 2005 na Listę Produktów Tradycyjnych została wpisana w kategorii Napoje (alkoholowe i bezalkoholowe): „Śliwowica Łącka”.

## Aspekt prawny
Napój ten jako alkohol destylowany w warunkach domowych jest bimbrem, zatem produkcja oraz obrót są w Polsce nielegalne. Jednak – wobec znacznej renomy i wysokiej jakości śliwowicy – lokalne władze nie ścigają tego procederu.
W 2021 roku na terenie gminy Łącko, jedynie Tłocznia Maurera (należąca do Krzysztofa Maurera) produkowała ten trunek legalnie.

## Jakość
Łącka śliwowica uważana jest przez niektórych za najlepszy produkt w swojej klasie – w 2005 roku w Minnesocie otrzymała ona nagrodę za najlepszą śliwowicę świata. Nieco gorzej bywa oceniana Passover slivovitz („Śliwowica paschalna”) – według krytyków zbyt długo leżakowana w dębowych beczkach, przez co podobno zatraca śliwkowy smak – oraz Blended – mieszanka destylatu śliwowicowego z maceratem ze śliwek lub wodą (rozcieńczenie do 50%).